# سلته كلتو (سقز)
قرية سلته كلتو (بالكردية: سەڵتەکەڵتوو) هي إحدى القرى التابعة لـذو الفقار في ريف قسم سرشيو من مقاطعة سقز، في محافظة كردستان الإيرانية.

## السكان
حسب إحصاءات سنة 2006، بلغ إجمالي السكان في سلته كلتو 317 نسمة وعدد المساكن 56 مسكن. لغة سكان سلته كلتو هي اللغة الكردية و هم من أهل السنة والجماعة والمذهب الشافعي.